# Дім зі скульптурою лицаря (Совєтськ)
Будинок зі скульптурою лицаря — архітектурний пам'ятник, розташований в м. Совєтську на пішохідній вулиці Перемоги. Дана будівля є об'єктом культурної спадщини й однією з найкрасивіших історичних будівель міста. Архітектурну унікальність будівлі підкреслює велика кам'яна скульптура лицаря, яка знаходиться майже під дахом.

## Історія
Будівлю побудовано наприкінці XIX століття як прибутковий будинок. Тобто в цій будівлі, яка перебувала в самому центрі міста (колишня адреса — Hohe Straße № 10), багаті люди мали змогу орендувати квартиру.

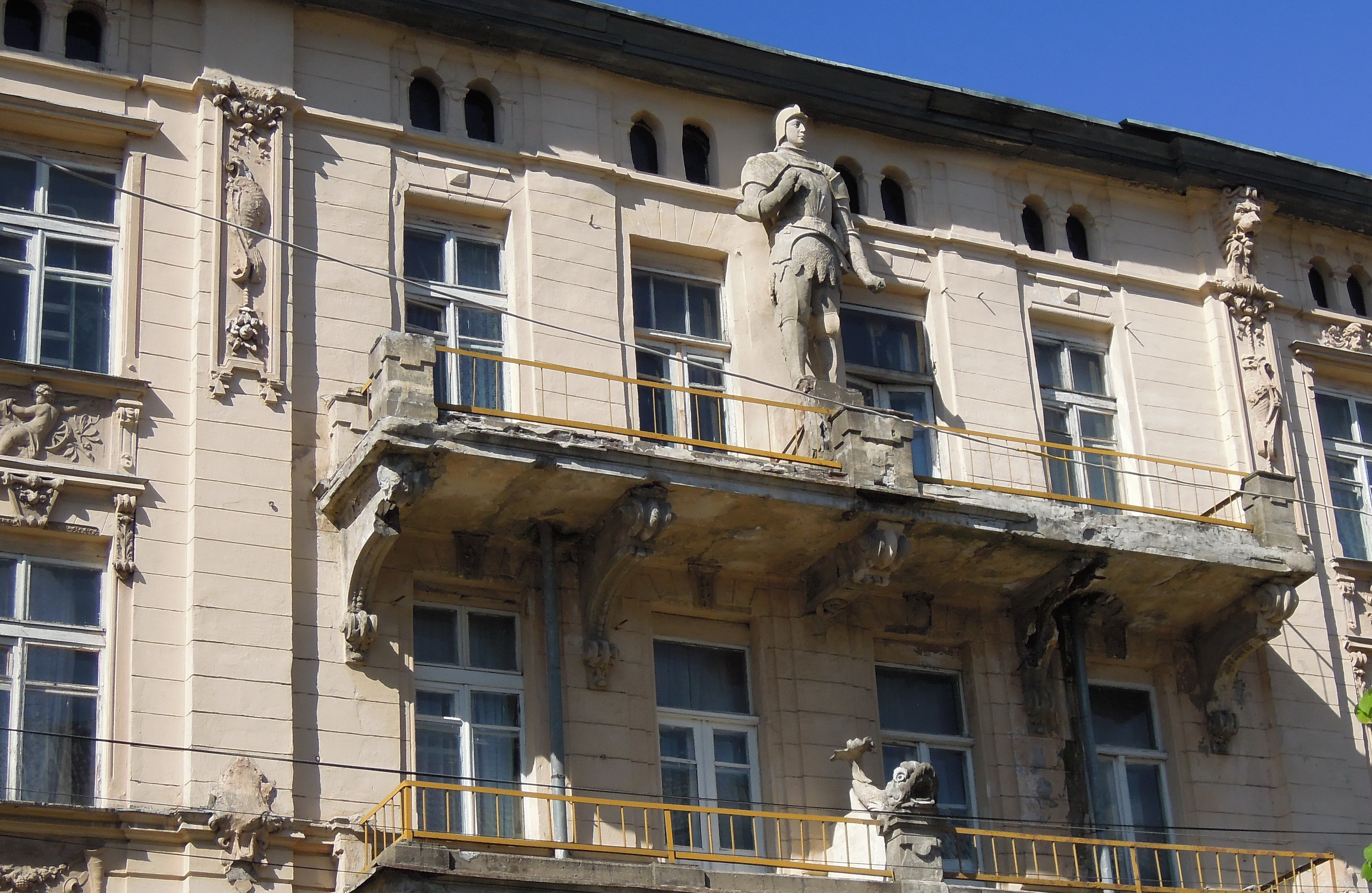
Скульптури лицаря і риби на фасаді будинку

Його перший власник, самозакоханий і гордий чоловік на прізвище Ріттер (Ritter), що означає лицар, вирішив увічнити себе в камені, щоб кожен день бачити своє мистецьке зображення з вікна. Таким чином, на фасаді будівлі з'явилася велика кам'яна скульптура лицаря з мечем.
У 1946 році у даному приміщенні розміщувалися відділи управління у Цивільних справах. Саме тоді лицар втратив свій меч. Пізніше будівля була віддана під гуртожиток одного з навчальних закладів міста. Зараз в ньому знаходиться гуртожиток Технологічного коледжу міста Совєтська.

## Опис
Одна з найкрасивіших будівель міста. Її фасад прикрашає багатий ліпниною орнамент — величезні риби, звірі, обличчя людей, а на верхівці фасаду, на балконі 4-го поверху і карниза, стоїть величезний кам'яний лицар у військових обладунках. Колись він тримав у руці меч, але за радянських часів зброю було втрачено.